# UFC 229
UFC 229: Khabib vs. McGregor（ユーエフシー・ツートゥエンティナイン：ハビブ・バーサス・マクレガー）は、アメリカ合衆国の総合格闘技団体「UFC」の大会の一つ。2018年10月6日、ネバダ州ラスベガスのT-モバイル・アリーナで開催された。

## 大会概要
本大会では、王者ハビブ・ヌルマゴメドフと挑戦者コナー・マクレガーによるUFC世界ライト級タイトルマッチが組まれた。

## 試合結果

### アーリープレリム
第1試合 ウェルター級 5分3R
○  トニー・マーティン vs.  ライアン・ラフレア ×
3R 1:00 KO（右ハイキック→パウンド）
第2試合 ライト級 5分3R
○  ニック・レンツ vs.  グレイ・メイナード ×
2R 1:19 TKO（右ハイキック→パウンド）
第3試合 女子バンタム級 5分3R
○  ヤナ・クニツカヤ vs.  リナ・ランズバーグ ×
3R終了 判定3-0（30-27、30-27、30-27）

### プレリミナリーカード
第4試合 ライト級 5分3R
○  スコット・ホルツマン vs.  アラン・パトリック ×
3R 3:42 KO（グランドの肘打ち）
第5試合 女子バンタム級 5分3R
○  アスペン・ラッド vs.  トーニャ・エヴァンジャー ×
1R 3:26 TKO（パウンド）
第6試合 ウェルター級 5分3R
○  ビセンテ・ルケ vs.  ジェイリン・ターナー ×
1R 3:52 KO（パウンド）
第7試合 フライ級 5分3R
○  ジュシー・フォルミーガ vs.  セルジオ・ペティス ×
3R終了 判定3-0（30-26、29-28、29-28）

### メインカード
第8試合 女子ストロー級 5分3R
○  ミシェル・ウォーターソン vs.  フェリス・ヘリッグ ×
3R終了 判定3-0（30-26、29-28、30-27）
第9試合 ヘビー級 5分3R
○  デリック・ルイス vs.  アレキサンダー・ヴォルコフ ×
3R 4:49 KO（右ストレート→パウンド）
第10試合 ライトヘビー級 5分3R
○  ドミニク・レイエス vs.  オヴィンス・サンプルー ×
3R終了 判定3-0（30-27、30-27、30-27）
第11試合 ライト級 5分3R
○  トニー・ファーガソン vs.  アンソニー・ペティス ×
2R 5:00 TKO（コーナーストップ）
第12試合 UFC世界ライト級タイトルマッチ 5分5R
○  ハビブ・ヌルマゴメドフ vs.  コナー・マクレガー ×
4R 3:03 ネッククランク
※ヌルマゴメドフが初防衛に成功。

### 各賞
ファイト・オブ・ザ・ナイト： トニー・ファーガソン vs. アンソニー・ペティス
パフォーマンス・オブ・ザ・ナイト： デリック・ルイス、アスペン・ラッド
各選手にはボーナスとして5万ドルが授与された。

### カード変更
負傷などによるカードの変更は以下の通り。